# 박임항
박임항(朴林恒, 일본식 이름은 쓰루야마 하야시쓰네(鶴山林恒, 학산임항), 1919년 3월 13일 일제 강점기 조선 함경남도 홍원 출생 ~ 1985년 11월 12일 대한민국 서울에서 별세.)은 만주군 출신으로 대한민국의 군인, 정치인, 기업가이다.

## 생애
함경남도 홍원군에서 태어나 만주의 광명중학교, 신경군관학교를 거쳐 일본육군사관학교를 졸업(1942년 12월, 제56기)했다. 박임항은 신경군관학교에 수석 입학, 수석 졸업을 한 수재였고, 성적이 뛰어났기에 일본 육사에 유학할 수 있었다. 박정희에게는 1년 선배가 된다.
광복 당시에는 봉천육군비행학교를 졸업하고 만주군 항공부대에 중위로 근무 중이었다. 귀국 후 여운형의 건국준비위원회에서 일하며 남북 제정당사회단체 대표자연석회의에도 함께 참가했다. 이때 북조선에서는 공군에서 근무한 그의 군 경력을 필요로 하여 조선인민군 창설에 간여토록 하는 등 우대하였으나, 박임항은 월남하여 1948년 대한민국 육군사관학교를 특7기로 졸업하고 대위로 임관했다. 육군보병학교 교장, 국방연구원 초대 원장 등을 지냈다.
1961년 박정희의 5·16 군사정변에는 5군단장으로서 참가했다. 당시 계급은 육군 중장이었다. 쿠데타가 성공하자 국가재건최고회의 최고위원이 되었고, 초대 건설부 장관을 역임했다.
그러나 건설부장관에 재직 중이던 1963년 군사혁명 세력 내의 함경도 인맥이 연루되어 대거 제거된 반혁명사건으로 전격 체포되었다. 박임항을 필두로 김동하, 박창암, 이규광 등 총 21명이 쿠데타를 음모했다는 혐의로 군사재판에 회부되었다. 박임항은 군사재판에서 사형을 구형 받았으나, 유죄 판결을 받고 복역하던 중 3년 뒤에 형집행정지로 석방되었다.

## 학력
- 1948년 대한민국 육군사관학교 특7기
- 1949년 대한민국 육군보병학교 졸업
- 1951년 대한민국 육군포병학교 졸업

## 같이 보기
- 일본육군사관학교
- 5·16 쿠데타

## 참고 자료
- 이이화 (2004년 5월 1일). 〈제4부 마침내 해방 - 2. 수치를 모르는 친일파〉. 《한국사 이야기 21: 해방 그날이 오면》. 서울: 한길사. ISBN 89-356-5160-5.
- 한흥수 (1996년 11월 5일). 《한국정치동태론》. 서울: 오름. ISBN 89-7778-029-2.